# Katukina do Rio Biá
I Katukina do Rio Biá  sono un gruppo etnico del Brasile con una popolazione stimata in 462 individui nel 2010 (Funasa).

## Insediamenti
Vivono nello stato brasiliano dell'Amazonas, nei pressi del fiume Biá, affluente del fiume Jutaí.